# Meurette
Ne doit pas être confondu avec Sauce bourguignonne.

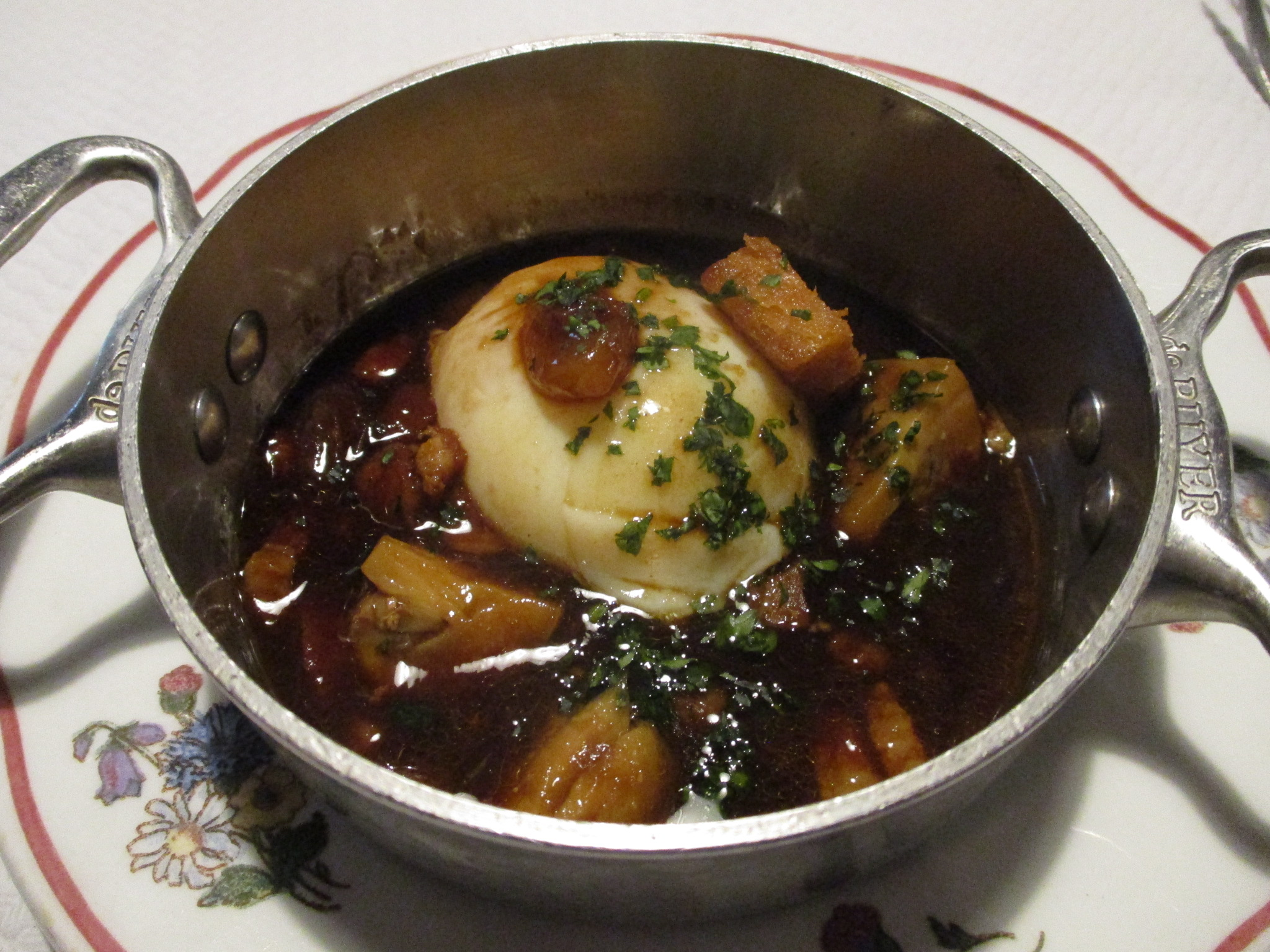
Œuf en meurette.

La meurette est une sauce au vin rouge lié à la farine cuisinée avec des lardons, des oignons, des échalotes, des champignons et diverses épices. Cette sauce est celle des œufs en meurette et de nombreuses autres préparations.
Elle est proche de la sauce matelote.

## Étymologie
L'étymologie est discutée. Anciennement, on parle de « murrette de poisson » (sauce dans laquelle on cuit le poisson, 1551), de raves saucées en la meurette poissonnière (1583), de « saulse murette », « œufs à la murette » (1614), œufs en « murette » (1827). La suffixation en -et (2003) donne meurette suffixation de « muire » (eau salée naturelle) ou « meure » (Bourgogne, Franche-Comté et Lorraine), mouairetta (Suisse romande), du latin muria, « eau salée » qui donne mûre, abréviation de saumure (qui se dit murette en patois bourguignon).
E. de Chambure pense que le Dr Vallot fait erreur (comme Françoise Zonabend) qui avancent une proximité avec « mûr » au sens de maturité et la couleur violacée des mûres de ronce (Rubus fruticosus), suivant en cela Charles Beauquier qui fait l'hypothèse d'une origine dans « moret », fém. « morette », de couleur noire par opposition à la matelote qui est blanche. Certains évoquent le memoretum latin. « Pour nous ce mot est la véritable étymologie, si nous nous en rapportons à Ovide qui a donne la recette d'une sauce appelée moretum et dont l'analogie avec la meurette est frappante mais le moretum se fait au fromage, non au vin. »

## Origine

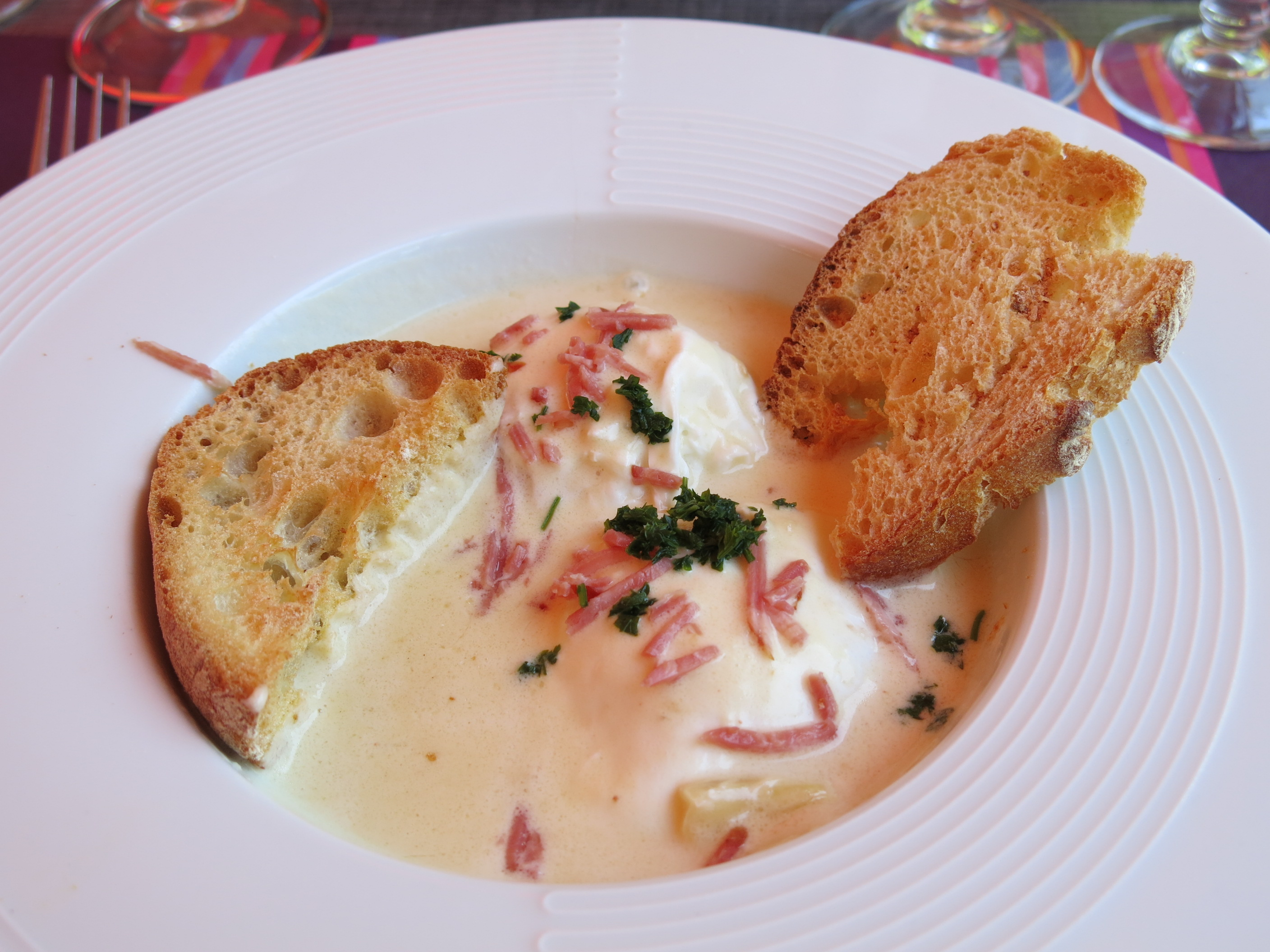
Meurette au vin blanc.

L'origine est elle aussi discutée au niveau de l'est de la France et la Suisse romande. Austin de Croze (1928) évoque une origine rhodanienne, voire comtoise : « La meurette est une variante de la matelote rhodanienne en ce qu’on y remplace le vin blanc par du vin rouge et le cognac par de l’eau-de-vie de marc et que l’on n’y met pas de champignons ; les Comtois la revendiquent aussi […] voir meurette de poissons, œufs, veau, poulet en meurette. » On rencontre aussi du poulet en meurette dans le Bugey (au vin de Miliana algérien), dans la Dombes et en Bresse pour la meurette de poisson, sous le nom de « morette » dans le Morvan.
Gaston Derys (1933) n'a pas de doute sur la localisation : « La Bourgogne est fière de ses deux plats de poisson traditionnels, la pôchouse et la meurette. La pôchouze ou pauchouze (en patois pochons signifie pêcheur), est un plat de Saône-et Loire et se fait avec du vin blanc. La meurette est plus spéciale à la Côte d'Or et à l'Yonne. Elle réclame du vin rouge. Le mot meurette désigne, d'une façon générale, une sauce au vin rouge. […] Il y a la meurette de veau, la cervelle en meurette, les œufs en meurette. Mais ce terme de meurette s'applique plus spécialement à la matelote de carpes au vin rouge, servie avec des croutons grillés et frottés d'ail. Il n'est pas défendu d'ajouter de l'anguille et du brocheton. »
J. Durandeau cite un règlement du monastère de Bèze (Côte d'Or), en 1402, dans lequel il est question d'une « murette » au cresson.
Des revues culinaires contemporaines constatent l'usage en Poitou, Anjou, Bourgogne et Vallée du Rhône.

## Préparations

### Vin blanc ou rouge

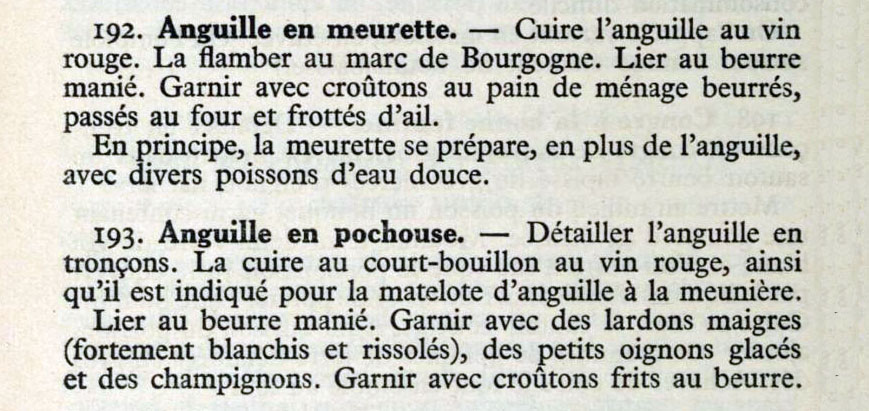
Définitions d'« anguille en meurette » et « en pochouse » par Prosper Montagné (1941).

La recette est variable. Les œufs en murette de Gauthier de Sellières (1827), les pommes de terre en murette sont faites au vin blanc avec des zestes de citron liés à la crème,, Le Nouveau Dictionnaire d'histoire naturelle (1803) dit qu'on fait la meurette au vin blanc ou rouge. Urbain Dubois (1872) emploie du vin rouge dans sa meurette de Bourgogne (sans crème). Escoffier (1928) codifie définitivement la recette : « Meurette. Poissons variés. Mouiller vin rouge ; flamber à l'eau-de-vie de marc ; condimentation forcée en ail. Lier au beurre manié et beurrer. Entourer de croûtons carrés, frits et frottés d'ail. » On lit encore en 1929 la meurette au chablis et on parle de meurette rouge ou de meurette blanche. Le mot désigne selon Le Grand Larousse Gastronomique (2007) une « matelote de poissons de rivière, mais aussi de veau ou de poulet, préparée au vin rouge […] traditionnellement, on incorpore au plat des lardons, des petits oignons et des champignons, et on le sert avec des croûtons frits ».

### Meurette de poisson
La meurette de poisson se fait au poisson d'eau douce : le plus souvent cité est la carpe, puis les anguilles, la lamproie, le brochet, la truite, tanche, lotte d'eau douce (meurette blanche du Bugey). Mais il a existé des chefs qui ont accommodé des poissons de mer en meurette : Le Divellec (meurette de saint-pierre aux coques, en 1998).

### Œufs en meurette

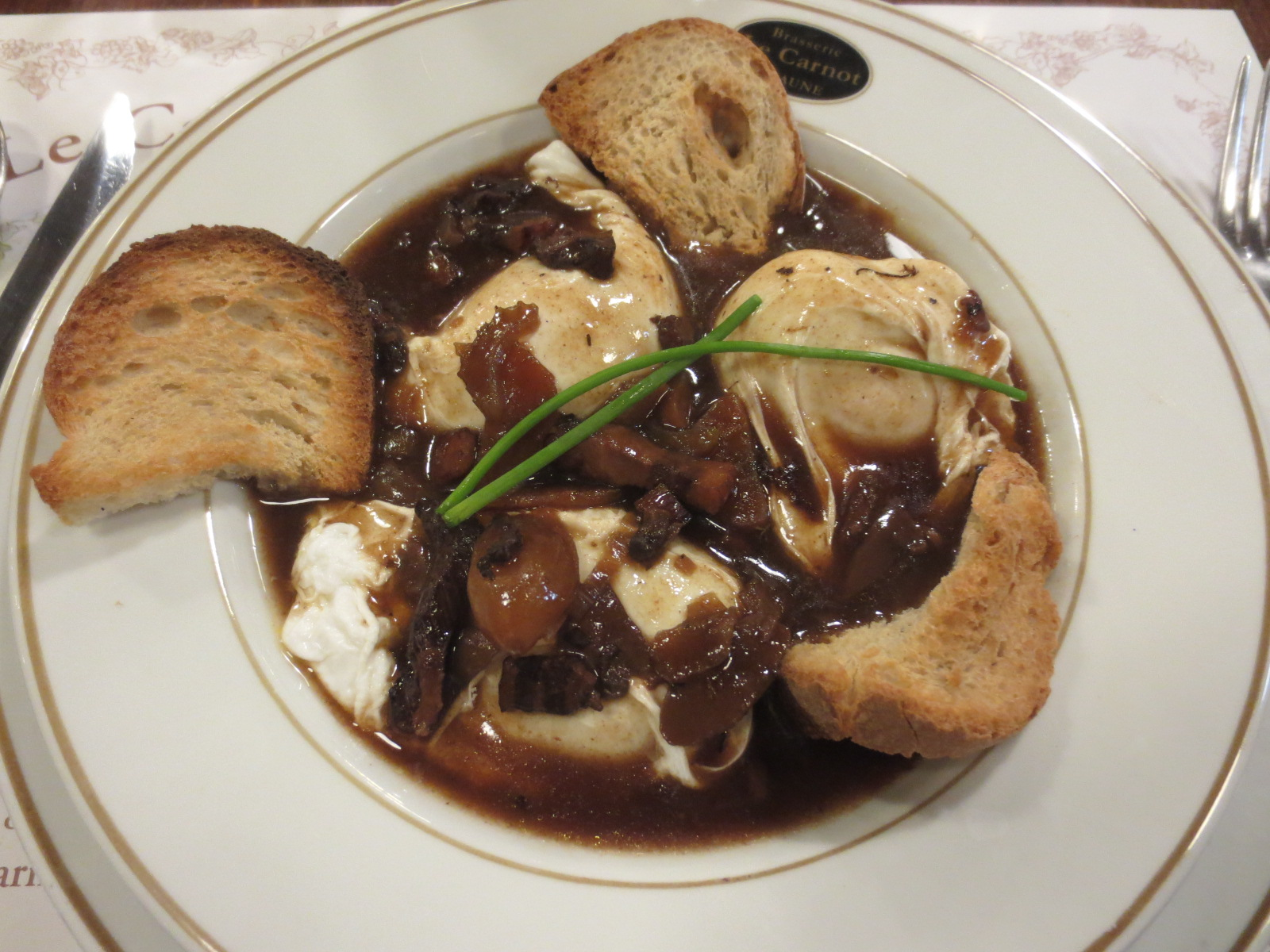
Croutons frottés à l'ail.

L'œuf en meurette est un œuf poché, généralement de poule, dans du vin avec lequel on fait une sauce meurette. La recette se rencontre avec des degrés de sophistication qui vont du simple au pas simple du tout (œufs en meurette des amants de Récamier).
Olivier Bompas (2012) écrit concernant le vin d'accompagnement, « ce plat de bistrot appelle un vin rouge acidulé […] un bourgogne ou encore un beaujolais charnus et gouleyant, un côte du Rhône riche en grenache, un pays-d'oc riche en merlot ». Choix qui peut être généralisé à tous les plats en meurette.
Les journées mondiales de l'œufs en meurette ont été créées en 2019 au Clos de Vougeot avec un championnat du monde de l’œuf en meurette,.

### Autres plats
La sauce meurette est utilisée aussi avec des viandes : meurette de pigeon, de cochon, de veau (rognon de veau en meurette), le poulet, le lapin (meurette de lapereau bourbonnaise), les abats (fressure en meurette, cervelles en meurette),.

## Anthologie
- L'abbé Justin Barthélemy de Beauregard dédie un poème à ce mets, « La truite et le pêcheur » dans son recueil Morale amusante en actions et en apologues[41] :

Pourquoi l'attendre ?

Il va te prendre

En ses longs rets.

Sermon sans succès.

Le soir, la pauvrette,

Sous la buvette,

Cuite, en meurette,

Gisait tristement,

Et la guinguette,

Toute en goguette,

Buvant, chantant,

Fêtait gaiment

Son enterrement.
- Marcel Rouff, « La gloire de la cuisine française » dans La Revue politique et littéraire, 2 janvier 1926

« Je tiens pour un des plus beaux hommages rendus à la gloire de la Cuisine française l’éclair que j’ai vu passer dans leurs yeux et, à défaut des paroles qui leur manquaient, l’exclamation religieuse et inarticulée qu'ils poussaient en goûtant au fameux poulet a la crème et aux truffes du Valromey, au pâté de grives ou à la meurette qui restent un des sommets de la culture du XXe siècle. »